# Orong (köpinghuvudort i Kina, Tibet Autonomous Region, lat 29,12, long 93,72)
Orong (kinesiska: Wolong, 卧龙, 卧龙镇) är en köpinghuvudort i Kina. Den ligger i den autonoma regionen Tibet, i den sydvästra delen av landet, omkring 260 kilometer öster om regionhuvudstaden Lhasa. Antalet invånare är 4 158. Befolkningen består av 2 080 kvinnor och 2 078 män. Barn under 15 år utgör 26,0 %, vuxna 15-64 år 68 %, och äldre över 65 år 4,0 %.
Runt Orong är det mycket glesbefolkat, med 2 invånare per kvadratkilometer. Orong är det största samhället i trakten. I omgivningarna runt Orong växer i huvudsak blandskog.
Genomsnittlig årsnederbörd är 1 236 millimeter. Den regnigaste månaden är juni, med i genomsnitt 269 mm nederbörd, och den torraste är november, med 5 mm nederbörd.